# Макайннис, Дугалд
Дугалд Макайннис (англ. Dugald McInnis; 2 июня 1877, Баллахулиш — ?) — канадский стрелок, призёр летних Олимпийских игр.
Макайннис принял участие в летних Олимпийских играх в Лондоне в двух дисциплинах. Он стал бронзовым призёром в стрельбе из армейской винтовки среди команд и разделил 16-е место в стрельбе из винтовки на 1000 ярдов.